# 川村重吉
川村 重吉（かわむら しげよし）は、安土桃山時代から江戸時代前期にかけての武将。毛利氏、伊達氏の家臣。仙台藩士。

## 生涯
天正3年（1575年）、毛利氏の家臣・川村某の子として誕生。
長門国阿武郡の出身。毛利輝元に仕えたが慶長5年（1600年）、関ヶ原の戦いで毛利氏が大幅に減封された際に浪人となった。その当時、伊達領であった近江国蒲生郡に滞在中、上方にいた伊達政宗からその才能を見出されて慶長6年（1601年）に伊達氏の家臣となった。
重吉は優秀であったが、毛利氏家臣の頃は才能を発揮することはなかった。しかし、重吉は治水工事等の土木工事技術に非常に優れた人物であり、仙台藩士となると関ヶ原後に本拠を移した仙台城下の水不足を解消させるべく、広瀬川の上流から支流を作り、その水を地中に染み込ませることで地下水を確保した。この際に作った用水路が現在の四ツ谷用水の原型となった。元和2年（1616年）から寛永3年（1626年）に至り、北上川の治水工事を行なって仙台藩の石高を大きく向上させた。また、これによって陸奥北部との海運も発達した。
寛永15年（1638年）に隠居し、長男元吉に500石、次男資吉に350石、三男重成に257石を分割相続させた。
慶安元年（1648年）、死去した。子孫は代々門脇村釜に住した。

### 死後
石巻市制施行50周年の昭和58年（1983年）8月1日に、港町石巻の基礎を築いた大恩人としての業績を後世に伝えるために、重吉の銅像が河北新報社によって建立され、石巻市に寄贈された。現在、日和山公園に設置されている。
平成23年（2011年）3月11日14時46分18秒に発生した東日本大震災によって、菩提寺の普誓寺は津波による大きな被害を受けた。

## 異説
- 生年については1574年から1576年まで、諸説ある。
- 伊達政宗に仕えたのは、関ヶ原後の慶長5年（1600年）より前という説もある。